# Targhe d'immatricolazione del Kirghizistan
Le targhe d'immatricolazione del Kirghizistan hanno sempre avuto caratteri neri su sfondo bianco. Vennero emesse per la prima volta nel 1980, quando il paese dell'Asia centrale era ancora una repubblica dell'Unione Sovietica. Nonostante la proclamazione dell'indipendenza dall'URSS nel 1991, questo Stato continuò ad usare il sistema e formato sovietico fino al 1994.

## Storia e sistema in uso

### 1980–1993
Tra il 1980 e tutto il 1993, le targhe kirghise erano conformi allo standard sovietico GOST 3207-77. I caratteri erano del formato x 00 00 XX, in cui 0 = cifra, X = lettera cirillica e x = lettera cirillica di dimensioni ridotte. Le due lettere a destra indicavano l'area di immatricolazione del veicolo.

### 1994–fine giugno 2016

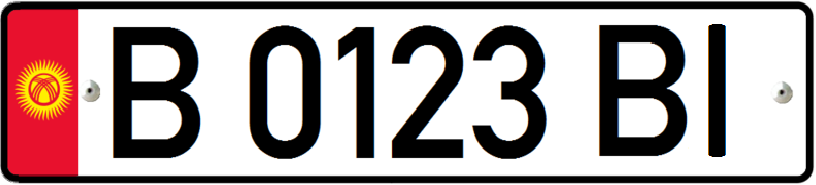
Targa standard con formato 1994−2016

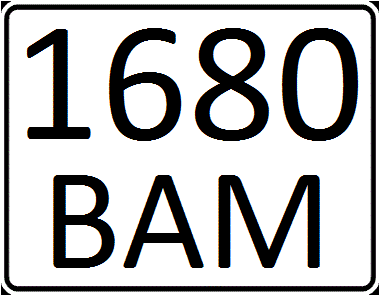
Formato 1994−2016 per motocicli

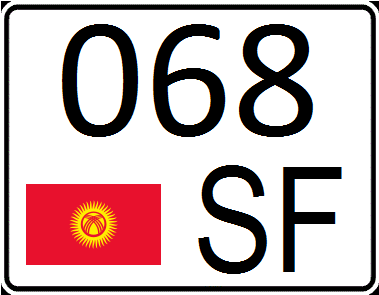
Formato 1994−2016 per rimorchi

Nel 1994 venne introdotta una nuova grafica, che presentava delle somiglianze con quella delle targhe prodotte nei Paesi europei. I cambiamenti più vistosi consistettero nell'adozione dei caratteri dell'alfabeto latino in luogo di quello cirillico e nella presenza della bandiera nazionale su una banda verticale a sinistra. Era inoltre utilizzato il font DIN 1451. 
I formati in circolazione erano due: X 0123 XX e X 0123 X, in cui l'area di immatricolazione veniva indicata dalla lettera anteposta alle cifre. 
Le targhe dei motoveicoli e delle macchine agricole erano sprovviste della banda verticale; la numerazione (composta da tre o quattro cifre) occupava la riga superiore, le lettere (la prima delle quali indicava l'area di immatricolazione) quella inferiore. Anche ai rimorchi venivano fissate targhe su doppia linea con le cifre in alto; la bandiera nazionale si trovava in basso a sinistra e precedeva le lettere.

### Dal 1° luglio 2016

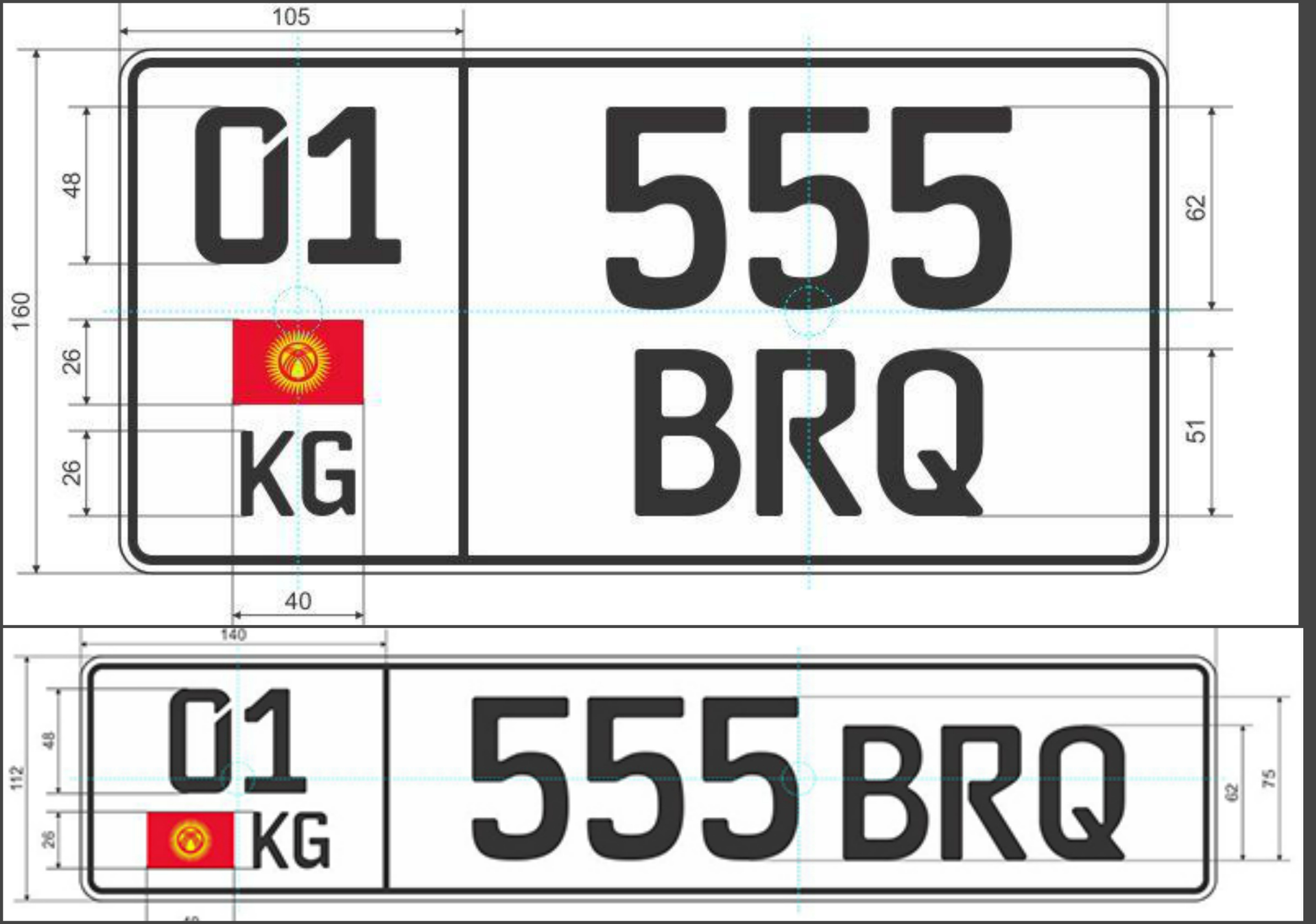
Grafica in uso dal 1º luglio 2016 per veicoli privati, su doppia e unica linea, e relative dimensioni

Un nuovo sistema entrò in vigore il 1º luglio 2016. Ogni regione è identificata da un codice numerico a due cifre posizionato a sinistra. Il font adottato è il FE-Schrift; le cifre hanno dimensioni leggermente più grandi delle lettere, come avviene nelle targhe emesse in Russia dagli ultimi mesi del 1993. 
Nel 2013 venne introdotta una striscia olografica verticale da incollare sulle targhe dei veicoli privati a sinistra delle lettere piccole "KG".

## Categorie di veicoli e targhe speciali

### Autoveicoli

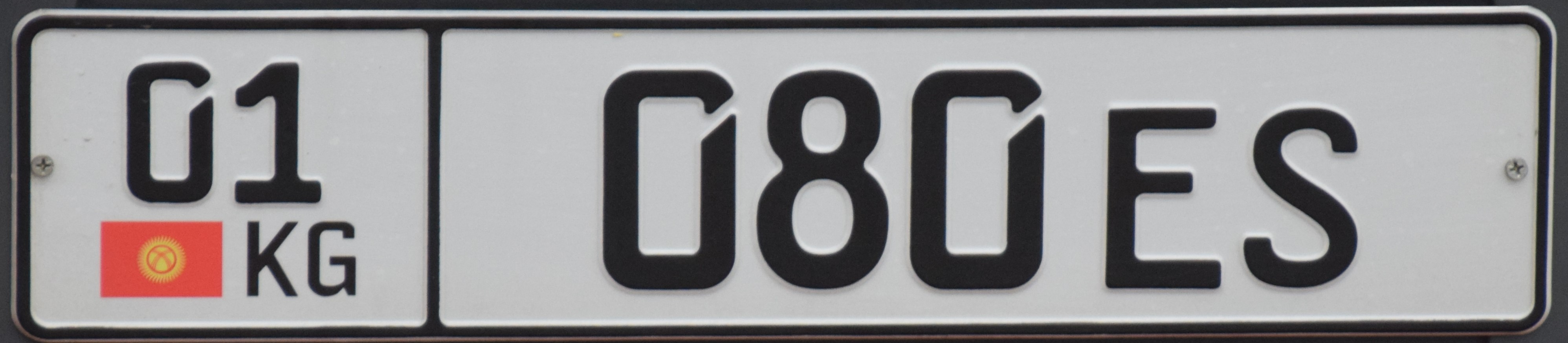
Targa di un veicolo del Ministero delle situazioni di emergenza

La serie inizia con le due cifre identificative della regione o città autonoma, seguite da una linea verticale, tre cifre e tre lettere per i veicoli privati, tre cifre e due lettere per i veicoli commerciali o di proprietà dello Stato. Le combinazioni di lettere MD e MV sono riservate ai mezzi in dotazione alla Polizia, la serie ES (iniziali di Emergency Situations) è invece assegnata ai veicoli del Ministero delle situazioni di emergenza. 
Sotto il codice numerico regionale sono posizionate la bandiera nazionale e la sigla automobilistica internazionale KG. 
Le dimensioni delle targhe standard sono 520 × 112 mm. Sono molto diffusi il formato su doppia linea, che misura 280 × 180 mm e, per le autovetture il cui vano targa posteriore è di lunghezza ridotta, quello americano (320 × 160 mm).

### Motoveicoli, rimorchi e macchine operatrici

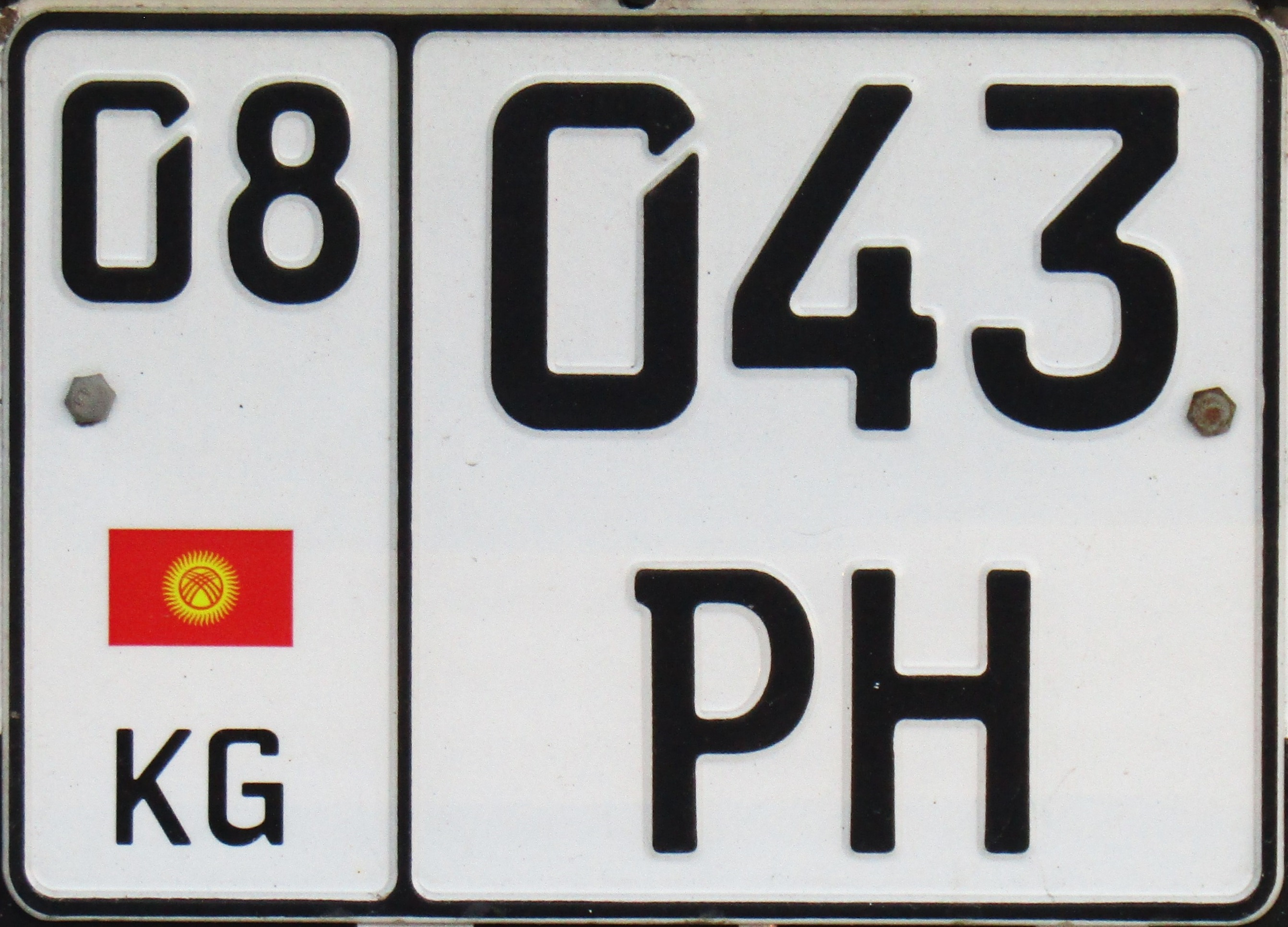
Formato per rimorchi

Il formato dei motoveicoli, dei rimorchi e delle macchine operatrici misura 280 × 180 mm e differisce da quello standard degli autoveicoli per la disposizione su tre linee della parte a sinistra e su due righe della parte a destra della linea verticale (cifre in alto e due lettere anziché tre in basso). La serie per motocicli e tricicli motorizzati è iniziata da MA, quella per i rimorchi da PA, quella per le macchine operatrici da CA.

### Veicoli a propulsione elettrica

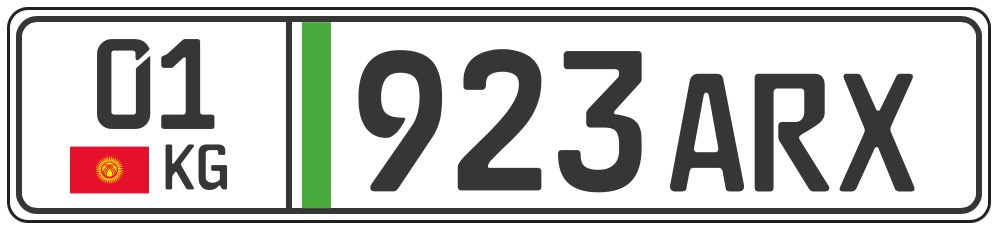
Targa su una linea di un veicolo elettrico

Nel 2024 è stato introdotto un formato distinto per tutti i veicoli a propulsione elettrica. Differisce dalle targhe standard per una banda verticale di colore verde posizionata tra la linea verticale nera e la prima cifra della numerazione. 
L'innovazione fa parte di un più ampio sforzo per promuovere l'uso dei veicoli elettrici. In particolare, nell'anno sopra specificato il Presidente del Kirghizistan ha firmato una legge che include i vantaggi per i proprietari di veicoli elettrici e lo sviluppo di infrastrutture adibite alla ricarica. Questa legge ha anche imposto l'emissione di targhe apposite per i suddetti veicoli al momento della loro immatricolazione.

### Veicoli intestati a stranieri

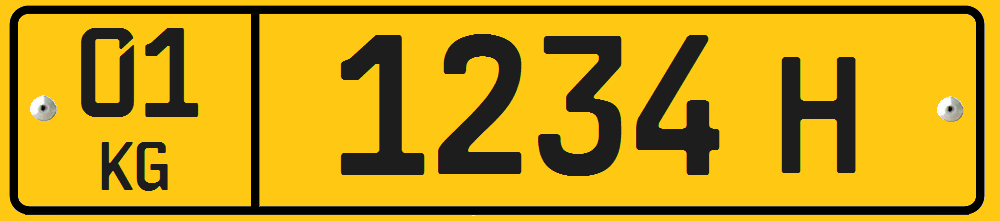
Formato cessato a giugno 2018 per veicoli intestati a cittadini stranieri

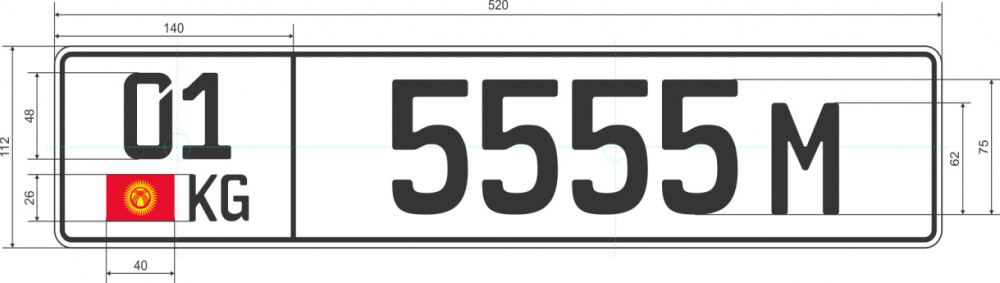
Formato utilizzato da giugno 2018 per veicoli intestati a proprietari di società estere e al loro staff

Le targhe dei veicoli intestati a stranieri privi di status diplomatico avevano le scritte nere su fondo giallo fino a giugno 2018, quando la base è diventata bianca riflettente come nelle targhe standard. Nel formato attualmente in uso, a sinistra delle lettere "KG" di dimensioni ridotte, è impressa la bandiera nazionale. La serie è 01| 0123 L, dove L rappresenta una lettera con il seguente significato:
- H - veicolo il cui proprietario è un cittadino straniero
- K - veicolo appartenente a media esteri
- M - veicolo intestato a proprietari di società estere, alle loro famiglie e rispettivo staff
- P - veicolo il cui proprietario straniero soggiorna in Kirghizistan per almeno sei mesi.

### Automezzi militari

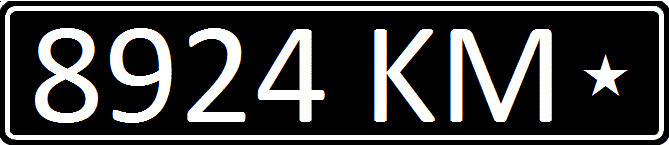
Targa di un automezzo del Ministero della Difesa

Le targhe degli automezzi militari sono riconoscibili per i caratteri bianchi su fondo nero; il numero progressivo a quattro cifre è seguito da due lettere dell'alfabeto cirillico e da una stella bianca di dimensioni ridotte. Le combinazioni di lettere e il rispettivo significato sono:
- AC - Stato Maggiore congiunto
- БА - Polizia stradale militare  (Bоенная Автоинспекция)
- ГО - Protezione civile (Гражданская Оборона)
- ГШ - Stato Maggiore Generale (Генеральный Штаб)
- ЖК - Ministero della Giustizia (Жарандарды Коомдук ?)

- KM - Ministero della Difesa (Коргоо Министрлиги)
- MO - Ministero della Difesa (Министерство Обороны)
- МЮ - Ministero della Giustizia (Министерство Юстиции)
- УГ - Guardia Nazionale (Улуттук Гвардия)
- ЧК - Guardie di frontiera (Чегара Кызматы)

### Auto ufficiale del Presidente

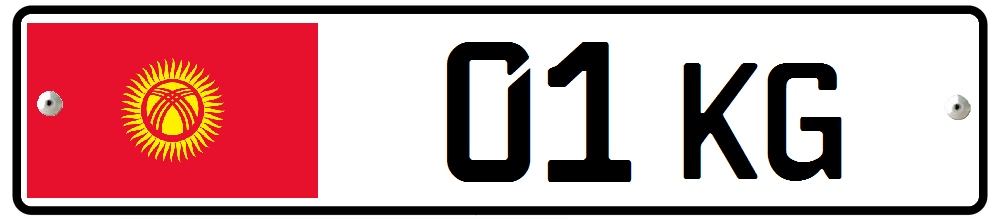
Targa di un'auto ufficiale del Presidente

La bandiera nazionale è di dimensioni molto più grandi delle targhe ordinarie; è anteposta o posposta al codice numerico 01 (identificativo della capitale) e seguita dalle lettere KG. 
Vengono emesse anche targhe prive di lettere e cifre, con la sola bandiera nazionale.

### Veicoli delle altre autorità dello Stato (da luglio 2016)

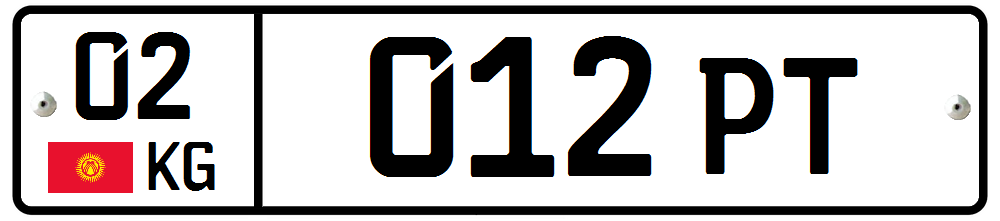
Targa di un veicolo di un'autorità statale

Lo schema si differenzia dalle targhe standard soltanto per le lettere PT a destra delle cifre o sotto queste se il formato è su doppia linea.

### Vetture delle altre autorità dello Stato (fino al 30/06/2016)

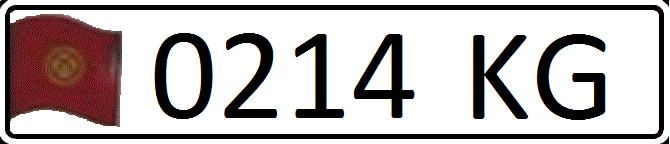
Targa (del tipo introdotto nel 2006 e cessato il 30/06/2016) apposta sulla vettura di un membro del Parlamento

Alle vetture dei membri del Governo dal 2006 a fine giugno del 2016 venivano assegnate targhe che si contraddistinguevano per la bandiera con i bordi orizzontali ondulati e, fin dal 2000, per la numerazione a blocchi, a partire da 02, anteposta ad uno spazio e alle lettere fisse KG o BG. I blocchi suddetti erano i seguenti:
- 02–99 KG: Primo Ministro, capi del Parlamento, Corte costituzionale e capi degli organi statali
- 001–150 KG: ministri, direttori di agenzie statali, alti funzionari, personale amministrativo del Governo e ospiti statali
- 0001–? KG: altri membri del Parlamento
- 1001–? BG: membri del governo locale di Biškek

### Targhe diplomatiche

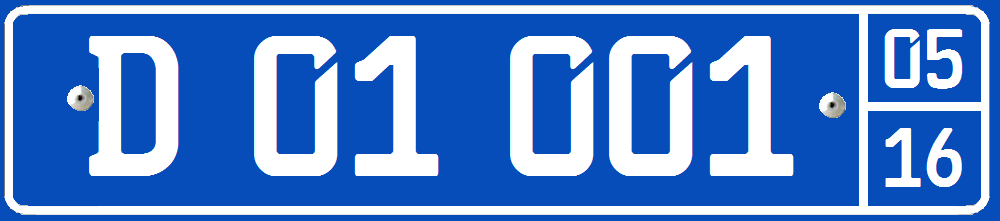
Modello di targa di un veicolo di un diplomatico dell'ONU

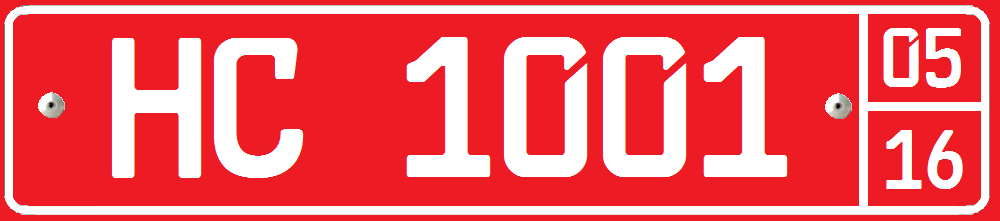
Targa della vettura del console onorario della Lettonia

Come quelle russe, hanno generalmente i caratteri bianchi su fondo rosso, tuttavia i veicoli con i codici "CMD", "D" e "T" intestati rispettivamente a capi di missioni diplomatiche, diplomatici o impiegati tecnico-amministrativi accreditati presso le Nazioni Unite, si distinguono per le scritte bianche su fondo blu. Sono composte da una lettera, due cifre indicanti lo Stato della rappresentanza o l'organizzazione internazionale alla quale è intestato il veicolo, tre ulteriori cifre. A destra è riportata la data di emissione della targa, con il mese in alto e l'anno in basso (es. 03 = marzo, 17 = 2017); ne sono prive solo le piastre con il codice "CMD". Le lettere in uso sono le seguenti:
- C - veicoli ufficiali e personali di capi di Corpi consolari e relativo staff
- CMD  - vettura del capo di una missione diplomatica
- D - veicoli di Organizzazioni internazionali, capi di Corpi diplomatici e rispettivi familiari
- T - veicoli del personale amministrativo e tecnico di missioni diplomatiche o consolari o accreditato presso Organizzazioni internazionali e rispettivi familiari.

Le targhe intestate a consoli onorari seguono una numerazione diversa. La sigla HC (iniziali dell'inglese Honorary Consul) a sinistra precede un numero a quattro cifre terminante con 01, che identifica il Paese della rappresentanza (ad esempio all'Italia è assegnato il numero 1201) e la data di emissione (mese in alto ed anno in basso).

### Immatricolazioni provvisorie

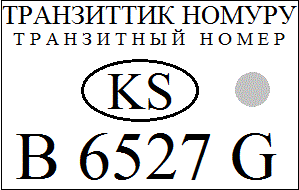
Targa temporanea di transito del tipo emesso dal 2012 al 2023

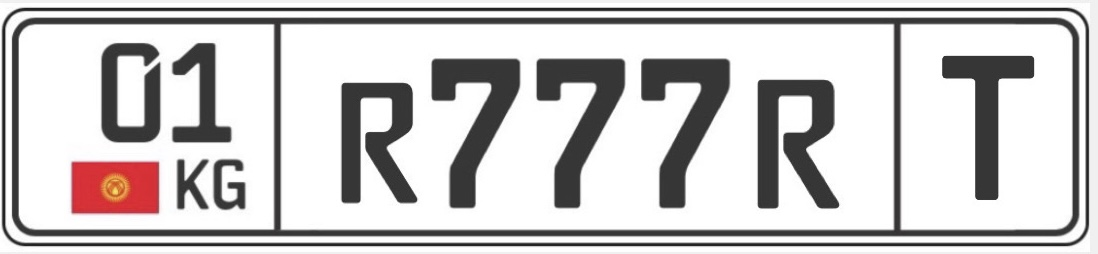
Targa provvisoria del tipo in uso dal 2023

Introdotte nel 2005, le targhe provvisorie da incollare all'interno del parabrezza e del lunotto, erano stampate in nero su carta bianca con la dicitura in russo Tранзитный нoмep (cioè "Targa di transito") sopra la vecchia sigla automobilistica internazionale KGZ dentro un ovale che sormontava la lettera identificativa della regione o città, quattro cifre e una lettera che avanzava progressivamente da "A". 
Dal 2012 la scritta in russo Tранзитный нoмep era stata rimpicciolita e si trovava sotto la dicitura TPAHЗИTTИК HOMУPУ in kirghiso con il medesimo significato, inoltre la sigla automobilistica internazionale KS sostituì "KGZ" all'interno dell'ovale. 
A partire dal 2023 le targhe temporanee si distinguono da quelle standard per la presenza di un pannello aggiuntivo a destra contenente la lettera T. Partendo da sinistra, la serie è composta dal codice numerico identificativo dell'area di immatricolazione sopra la bandiera nazionale e le lettere piccole "KG", una linea verticale, una lettera progressiva, un numero di tre cifre ed un'ulteriore lettera progressiva che precede una seconda linea verticale e una "T" delle stesse dimensioni delle cifre.

## Codici numerici identificativi delle regioni o città autonome
A partire da luglio 2016 un codice numerico a due cifre è stato assegnato a ciascuna regione o città autonoma, come avviene nella Federazione Russa dal 1994. Non è escluso che in futuro possano essere aggiunti ulteriori codici.
| Numero | Regione / Città     | Numero | Regione / Città      |
| ------ | ------------------- | ------ | -------------------- |
| 01     | Città di Biškek     | 02     | Città di Oš          |
| 03     | Regione di Batken   | 04     | Regione di Žalalabad |
| 05     | Regione di Naryn    | 06     | Regione di Oš        |
| 07     | Regione di Talas    | 08     | Regione di Čuj       |
| 09     | Regione di Ysyk-Köl |        |                      |

## Sigle automobilistiche e rispettive aree di immatricolazione (1994–2016)

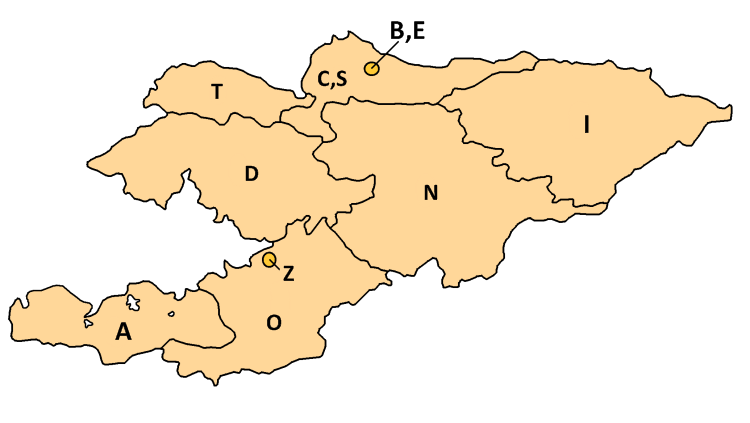
Carta con la suddivisione del Kirghizistan in regioni e sigle automobilistiche corrispondenti

In base al sistema precedente, utilizzato fino al 30 giugno 2016, una sola lettera identificava la regione, come è avvenuto in Kazakistan fino al 30 novembre 2012.
| Lettera | Regione / Città             | Lettera | Regione / Città          |
| ------- | --------------------------- | ------- | ------------------------ |
| А       | Regione di Batken           | B       | Città di Biškek (centro) |
| C       | Regione di Čuj              | D       | Regione di Žalalabad     |
| E       | Città di Biškek (periferia) | I       | Regione di Ysyk-Köl      |
| N       | Regione di Naryn            | O       | Città di Oš              |
| S       | Regione di Čuj              | T       | Regione di Talas         |
| Z       | Regione di Oš               |         |                          |